# براندون هنتر
براندون هنتر (بالإنجليزية: Brandon Hunter)‏ مواليد 24 نوفمبر 1980 في سينسيناتي، هو لاعب كرة سلة أمريكي معتزل بدأ مسيرته الاحترافية في سنة 2003. تم اختياره من قبل فريق بوسطن سيلتكس خلال الدرافت. بلغ طوله 6 قدم 7 بوصة (2.0 م). اعتزل اللعب في 2013.

## المسيرة الاحترافية
لعب مع بوسطن سيلتكس في موسم 2003–2004، ثم لعب مع أورلاندو ماجيك في موسم 2004–2005، ثم لعب مع باسكت نابولي في سنة 2006، ثم لعب مع دون بوسكو ليفورنو في الدوري الإيطالي في موسم 2006–2007، ثم لعب مع بييلا لكرة السلة في موسم 2007–2008، ثم لعب مع سوتور باسكت مونتيجرانارو في موسم 2008–2009.

## روابط خارجية
- براندون هنتر على موقع الدوري الأوروبي لكرة السلة (الإنجليزية)
- براندون هنتر على موقع إن بي أي (الإنجليزية)
- براندون هنتر على موقع سبورتس رفرنس (الإنجليزية)
- براندون هنتر على موقع كرة السلة الأوروبية.كوم (الإنجليزية)
- براندون هنتر على موقع كلية كرة السلة في سبورتس رفرنس.كوم (الإنجليزية)
- براندون هنتر على موقع ريلجم (الإنجليزية)
- براندون هنتر على موقع بروبوليرز (الإنجليزية)
- براندون هنتر على موقع سبورتس رفرنس (الإنجليزية)